# Karlfried Graf Dürckheim
Pour les articles homonymes, voir Graf.
Karl Friedrich Alfred Heinrich Ferdinand Maria, Graf [en français : Comte] Eckbrecht von Dürckheim-Montmartin (24 octobre 1896 à Munich - 28 décembre 1988 à Todtmoos en Forêt-Noire) est un diplomate, psychothérapeute et philosophe allemand. Lors de ses séjours au Japon, il a été initié au bouddhisme zen de l'école Rinzai, et il a pratiqué le Kyūdō avec le maître Kenran Umeji. Veuf depuis 1939, il épouse trois ans avant de mourir sa collaboratrice Marie Hippius.

## Biographie

### Enfance

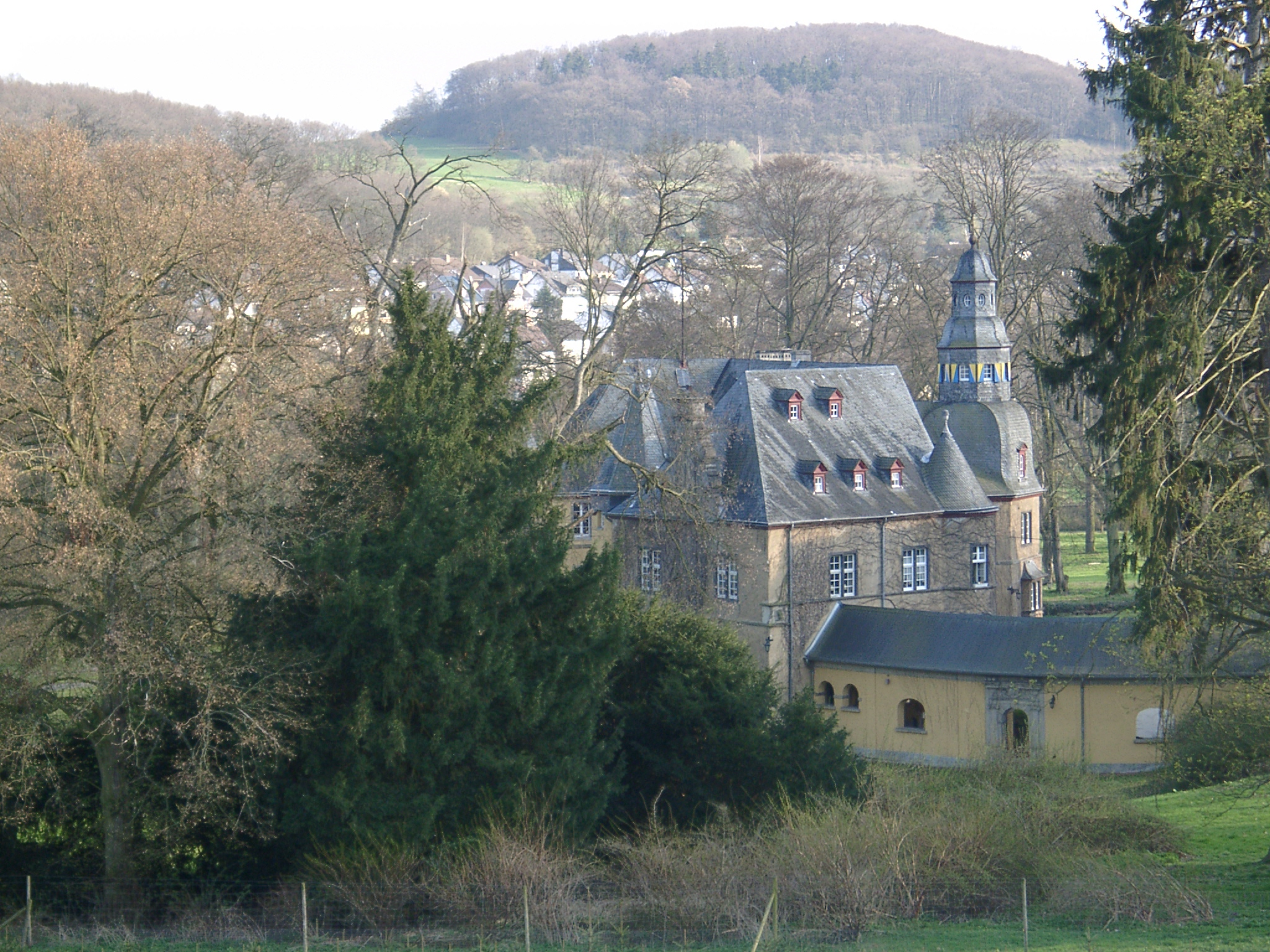
Le château de Bassenheim en 2005.

Karl von Dürckheim-Monmartin est le fruit d'une alliance entre les noblesses du royaume de Bavière et du royaume de Prusse, celle de Friedrich Georg Michael Maria Graf Eckbrecht von Dürckheim-Montmartin (1858–1939) et de Sophie Evalina Ottilie Charlotte von Kusserow (1869–1959). Son père est le frère puîné du général Alfred Eckbrecht von Dürckheim-Montmartin (de) (1850–1912), qui fut l'aide de camp, « adjudant d'aile (de) », du roi Louis II. Son grand-père maternel était le diplomate et homme politique prussien Heinrich von Kusserow (de) (1836–1900), dont la mère, Eva Oppenheim (1805-1886), était une des filles du banquier juif Salomon Oppenheim.
« Karlfried » passe son enfance dans les châteaux de Bassenheim, près de Coblence, de Steingaden, en Bavière, et dans une villa située dans la ville de Weimar.

### Formation

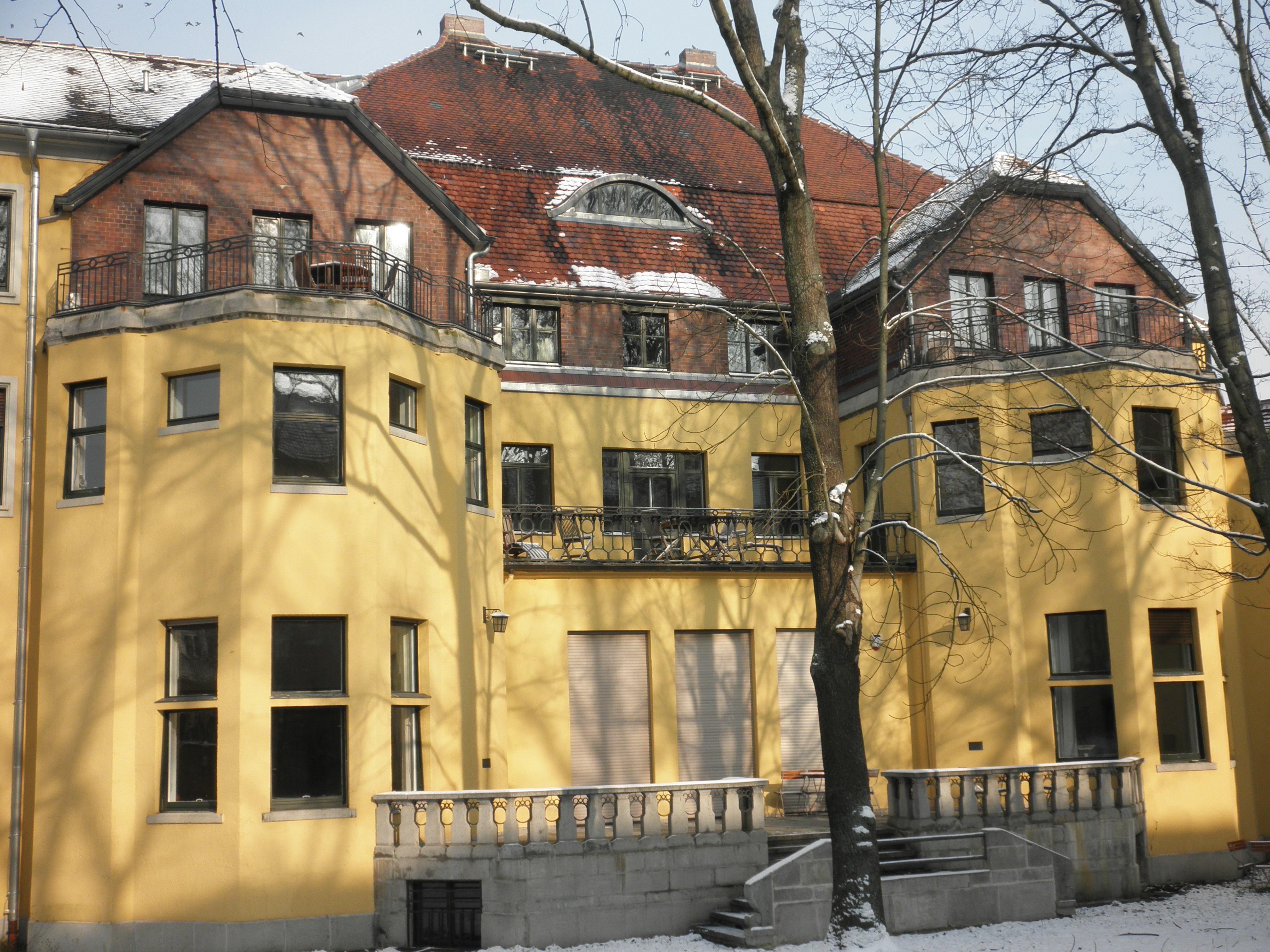
Le « palais » Dürckheim, construit en 1913 à Weimar par le père de « Karlfried ».

Destiné à la carrière militaire, Graf Dürckheim accomplit au « lycée moderne » (de) de Coblence puis celui de Weimar des études secondaires qui se concluent par un Abitur militaire (de) et une intégration dans l'armée allemande au grade de sous lieutenant. Il a dix huit ans et la Première Guerre mondiale vient de commencer.
Son régiment, la Garde royale (de) de Bavière, est envoyé sur le front de Verdun. Au contact quotidien avec la mort, le jeune homme en revient bouleversé. Démobilisé d'une armée vaincue, il décide en novembre 1918 de ne pas reprendre les affaires de famille mais de continuer de servir en s'engageant au printemps 1919 sous le commandement du colonel Franz von Epp, ex chef d'unité de son régiment, dans le corps franc Epp (de) contre les insurgés communistes de la République des conseils de Bavière.
À la rentrée 1919, il s'inscrit à l'université de Munich en économie politique nationale, puis se réoriente en philosophie et en psychologie. Dans la bohème estudiantine de Schwabing, il rencontre le poète favorable aux soviets de Bavière Rainer Maria Rilke et fréquente le graphologue Cosmique Ludwig Klages. Un jour chez le peintre Willi Geiger, il écoute Enja von Hattingberg, une Russe qui vient de divorcer du psychiatre Hans von Hattingberg, lire la traduction du onzième chapître du Tao te king. Il connaît là une expérience mystique de plusieurs heures qu'il qualifiera de satori. Avec le philosophe Ferdinand Weinhandl (de) et la femme de celui ci, l'écrivain Margarete Weinhandl (de), il forme un groupe d'études qui s'adonne à des exercices spirituels et lit Maître Eckhart.
Le trio, deux jeunes hommes de vingt-six ans et une femme de quarante-deux ans, part vivre ensemble à Kiel. En 1923, Karl von Dürckheim soutient à l'université de Kiel un mémoire intitulé Formes d'expériences - Approches d'une psychologie des situations analytique. Il épouse cette même année Enja von Hattingberg, née Baur, qui est de huit ans son aînée. 1924 est consacrée à un long voyage de noces à travers une Italie livrée au fascisme. En 1927, Felix Krueger, directeur de École de Leipzig (de), qui est une unité de recherche de l’université de Leipzig travaillant sur la sociologie, la psychologie du peuple et, à partir de la linguistique comparée, la « néogrammaire », lui offre d'être son assistant. Il peut ainsi préparer un doctorat, qu'il soutient le 17 février 1930. À cause de la Grande dépression, ses parents doivent vendre le domaine familial qu'ils possèdent à Steingaden.
Dès la rentrée suivante, Herr Doktor Graf Dürckheim donne des cours de psychologie au Bauhaus, à Dessau. L'année suivante, il est nommé à l'Académie de pédagogie de Breslau mais il continue parallèlement son enseignement au Bauhaus jusqu'à ce que l'Académie de pédagogie de Breslau, en juin 1932, ferme. Il retrouve aussitôt Kiel, où il enseigne à Académie de pédagogie de la ville, institut renommé en 1933 École supérieure de formation des maîtres (de). Il pratique déjà le zen.

### Période sous le régime nazi

Déclaration des professeurs en faveur d'Adolf Hitler.

En novembre 1933, Karl von Dürckheim signe la Déclaration des professeurs en faveur d'Adolf Hitler. Quelques mois plus tard, il se voit confier par le ministre « de la Science, l'Éducation et la Formation du Peuple » Bernhard Rust une mission consulaire de six mois à la rencontre des citoyens d'Afrique du Sud d'origine allemande. Lui-même y a, par sa mère, des attaches familiales. Au Cap, il donne une conférence intitulée « Attache et liberté dans l'Allemagne nouvelle ». Il participe à la conférence de la Ligue internationale pour l'éducation nouvelle qui se tient en cette année 1934 à Prétoria. À son retour, il est introduit auprès du responsable de l'Organisation des étrangers (de) du parti nazi Ernst Wilhelm Bohle, dont il a rencontré les parents installés au Cap et devient un intime reçu en famille.
Une recommandation de Karl Haushofer lui permet d'être muté en 1935 au Bureau Ribbentrop (de), nouvelle administration parallèle et concurrente du Ministère des Affaires étrangères pour laquelle il effectue différentes missions en Angleterre et différents pays du continent européen. Il est présenté à Adolf Hitler. En décembre 1937, il est, en vertu des lois de Nuremberg, révoqué de la fonction publique quand on découvre qu'une de ses grand-mères était juive. Sa mère, « demi juive (de) », sera protégée par celle d'Ernst Wilhelm Bohle.
Grâce aux relations étroites qu'il entretient avec Rudolf Hess, supérieur hiérarchique de Ernst Wilhelm Bohle qui partage avec Karl Haushofer une longue amitié fondée sur l'occultisme, il est affecté en 1938 au service Presse de l'Office des Affaires étrangères. Un an plus tard il est nommé attaché culturel au Japon, où il demeurera jusqu'en 1947. Il y étudie les bases spirituelles de l'éducation japonaise, fréquente, à la même période que Eugen Herrigel, le moine zen Teitaro Suzuki, nationaliste modéré introduit par une épouse américaine dans le milieu théosophique (en),. Parallèlement, Dürckheim entreprend des recherches sur le bouddhisme zen.[réf. souhaitée]. Dans le cadre de sa mission de  propagande nazie, il publie un livre intitulé Nouvelle Allemagne - esprit allemand.
En octobre 1945, il est arrêté par les Américains et interné durant seize mois dans un camp. Il est envoyé en Allemagne occupée en 1947. Il se consacrera dès lors à une œuvre qui vise à lancer des ponts entre l'approche spirituelle de l'Orient et la psychologie occidentale.

### Séjours au Japon et transformation
C'est lors de ses séjours au Japon sur dix années et pendant son internement qu'il découvre et pratique le bouddhisme zen. De retour en Allemagne en 1947, c'est un homme transformé en profondeur.

## Promotion d'une spiritualité incarnée
Dès son arrivée en Extrême-Orient, Dürckheim s'intéresse à la pratique méditative et plus particulièrement au Zen et à la pratique du tir à l'arc(Kyudo),. Pour lui, "le tir à l'arc est un merveilleux exercice de concentration qui procure un grand apaisement. Dans le zen, le corps n'est pas envisagé, ainsi qu'on l'envisage encore trop souvent en Occident, comme un obstacle à la vie spirituelle. Au contraire, le corps est considéré comme étant l'instrument qui favorise le cheminement spirituel."
De retour en Allemagne, il fonde avec une analyste jungienne, Maria Hippius, le centre de méditation et de psychologie initiatique de Todtmos-Rütte, en Forêt Noire. Il va y promouvoir une spiritualité incarnée, ses enseignements sont largement repris par la suite par des membres des églises catholique et orthodoxe,.
Fortement influencé par le bouddhisme zen, Karlfried Graf Dürckheim affirme rester proche d'une démarche mystique chrétienne proche de celle de Maître Eckhart qu'il considère comme sa référence. Au-delà du Bouddhisme, il perçoit l'esprit et la démarche du zen comme universelle. Il met en avant la similitude des expériences de ces spiritualités.
 "Ce qui m'a intéressé dans le zen n'est pas le contenu bouddhiste mais le principe universel que ce contenu particulier révèle. Pourquoi le zen plutôt qu'une autre branche de l'arbre du bouddhisme ? Parce que la philosophie du zen est sans doute celle qui touche plus directement le fondement humain d'une vie religieuse et aussi parce que le zen propose un cheminement qui est proche de la réalité de l'Occidental. Si j'ai pu m'accrocher au zen c'est très certainement à partir de mon attachement à Maître Eckhart."

## Distinctions
- Croix d'honneur (1914-1918)
- Croix du Mérite de guerre (20 avril 1944)
- Distinction honorifique de la Fondation Alexander von Humboldt (1971 ou 1972)[réf. souhaitée]
- Officier de l'Ordre du Mérite de la République fédérale d'Allemagne (1977)[réf. souhaitée]

## Œuvres traduites en français
- Le Japon et la culture du silence, Paris, Le Courrier du livre, 1949  (ISBN 3-502-64150-1)
- Sous le signe de la grande expérience, Monaco, Éd. du Rocher, 1951
- Hara, centre vital de l’homme, Paris, Le Courrier du livre, 1954  (ISBN 2-7029-0059-3)
- Le zen et nous, Paris, Le Courrier du livre, 1961  (ISBN 2-7029-0020-8)
- Pratique de la voie intérieure : Le quotidien comme exercice, Paris, Le Courrier du Livre, 1961
- Méditer, pourquoi et comment ? Vers la vie initiatique, Paris, Le Courrier du livre, 1976  (ISBN 2-7029-0064-X)
- Le Maître intérieur: le maître, le disciple, la voie, Paris, Le Courrier du livre, 1980  (ISBN 2-7029-0105-0) (BNF 34680534)
- L'esprit guide: Entretiens avec Franz Woerly, Paris, Albin Michel, Paris, 1984
- La percée de l’Être ou les étapes de la maturité, Paris, Le Courrier du livre, 1986
- La Voie Initiatique. Tome 2, Le Don de la grâce, Conférences de Francfort 1972-1983, Monaco, Éd. du Rocher, 1988
- Le centre de l'être: Propos recueillis par Jacques Castermane, Paris, Albin Michel, 1993  (ISBN 978-2-2260-6090-7)
- Dialogue sur le chemin initiatique: Entretiens avec Alphonse Goettmann, Paris, Albin Michel, 1993  (ISBN 978-2-2261-0842-5)
- L'expérience de la transcendance, Paris, Albin Michel, 1994
- Chemin de vie, Textes recueillis et choisis par Christina Castermane et Pierre Philippon (Avant-propos, Jacques Castermane), Paris, Éd. de La Table Ronde, 1997 (ISBN 2-7103-0774-X)
- L'homme et sa double origine, Paris, Albin Michel, 1996
- Sagesse et amour. Méditations quotidiennes. (éd. établie par Christa Well) ; trad. de l'allemand par Jacques Detreves), Monaco, Éd. du Rocher, 2003
- Merveilleux chat et autres récits zen, (Illustrations, Klaus Bertelsmann), Paris, Le Courrier du livre, 2004
- Pratique de l'expérience spirituelle, sans lieu, Editions Alphée, 2005